# Adam Mazurkiewicz (ur. 1952)
Adam Mazurkiewicz (ur. 3 stycznia 1952 w Przemyślu) – polski inżynier, naukowiec, profesor nauk technicznych, doktor habilitowany, dyrektor Instytutu Technologii Eksploatacji – PIB w Radomiu w latach 1987–2020.

## Życiorys

### Wykształcenie
W 1976 ukończył studia na Wydziale Mechanicznym Politechniki Wrocławskiej, 24 września 1982 obronił pracę doktorską pt. Analiza i synteza struktur niezawodnościowych pewnej klasy systemów metodą symulacji komputerowej na Wydziale Inżynierii Mechanicznej i Robotyki Akademii Górniczo-Hutniczej w Krakowie, 16 listopada 1999 habilitował się na podstawie pracy zatytułowanej Modelowanie transformacji wiedzy do praktyki w budowie i eksploatacji maszyn na Wydziale Inżynierii Lądowej i Transportu Politechniki Poznańskiej. 18 października 2002 nadano mu tytuł profesora w zakresie nauk technicznych.

### Zajmowane stanowiska i pełnione funkcje
- Zakład Badań Systemów Eksploatacji w Politechnice Świętokrzyskiej – kierownik (1982 – 1986)
- Instytut Technologii Eksploatacji – Państwowy Instytut Badawczy w Radomiu – dyrektor (1987–2020)
- 6 Program Ramowy UE, powołany na kadencję 2002–2008 przez Komisarza Unii Europejskiej ds. nauki i rozwoju, członek specjalnej grupy doradczej w Priorytecie 3 „Nanotechnologia i nanowiedza, materiały wielofunkcyjne oraz nowe procesy produkcyjne urządzeń” – ekspert (2002–2006)
- Panel Pola Badawczego „Zrównoważony Rozwój Polski” w Narodowym Programie Foresight „Polska 2020” – kierownik (2006–2008)
- Zespół Interdyscyplinarny Ministra Edukacji i Nauki do spraw Nanonauki i Nanotechnologii – przewodniczący (2006–2008)
- Program „COST” Europejskiej Współpracy na polu Nauki i Badań Technicznych w dziedzinie: materiały, badania i nanonauka – ekspert
- przedstawiciel Ministra Nauki i Informatyzacji do prac w Mazowieckim Komitecie Monitorującym Programy Rozwoju Regionalnego

### Przynależność do stowarzyszeń i organizacji
- Przewodniczący Komisji Naukowej w ramach Rady Programowej Stowarzyszenia na rzecz Klastra Przemysłowego Dawnych Terenów Centralnego Okręgu Przemysłowego im. Premiera Eugeniusza Kwiatkowskiego
- Przewodniczący Kapituły Złotego Medalu Międzynarodowych Targów Poznańskich na targach: „Innowacje – Technologie – Maszyny”
- Wiceprzewodniczący Komitetu Budowy Maszyn Polskiej Akademii Nauk (kadencja 2007–2010, 2011–2014)
- Członek Komitetu Budowy Maszyn Polskiej Akademii Nauk (kadencje: 1999–2003, 2003–2006, 2007–2010, 2011–2014)
- Członek Komitetu Nauki o Materiałach PAN (kadencja 2006–2010, 2011–2014)
- Członek Komitetu Sterującego dla projektu RIS MAZOVIA
- Członek Komitetu Sterującego Regionalnej Strategii Innowacji dla Mazowsza
- Członek Prezydium – sekretarz Naukowy Komitetu Budowy Maszyn Polskiej Akademii Nauk (kadencja 2003–2006)
- Członek Prezydium Sekcji Inżynierii Powierzchni Komitetu Nauki o Materiałach Polskiej Akademii Nauk (kadencje: 2003–2006, 2007–2010, 2011–2014)
- Członek Międzysekcyjnego Zespołu Inżynierii Powierzchni Komitetu Budowy Maszyn Polskiej Akademii Nauk (wiceprzewodniczący w kadencji 1999–2003, członek w kadencjach: 2003–2006, 2007–2010, 2011–2014)
- Członek Sekcji Podstaw Eksploatacji Polskiej Akademii Nauk (od 1986)
- Członek Sekcji Mikro- i Nanotechnologii Komitetu Budowy Maszyn Polskiej Akademii Nauk (2003–2006, 2007–2010, 2011–2014)
- Członek Sekcji Nanomateriałów Komitetu Nauki o Materiałach Polskiej Akademii Nauk – (2007–2010, 2011–2014)
- Członek Polskiego Forum Akademicko-Gospodarczego
- Członek European Materials Research Society (Francja)
- Członek rzeczywisty Akademii Inżynierów w Polsce
- Członek Association of European Science and Technology Transfer Professionals
- Członek Międzynarodowego Zespołu Doradców Centrum Zaawansowanych Technologii RIMAMI
- Członek Kolegium Dziekanów Wydziałów Mechanicznych Polskich Uczelni Technicznych
- Członek Zespołu Ekspertów Ministra Gospodarki
- Członek Zespołu Doradców Ministra Gospodarki Przedstawicieli Instytutów Badawczych
- Członek Zespołu Konsultacyjnego ds. Zmian Systemowych w Zakresie Funkcjonowania Zaplecza Badawczo-Rozwojowego Przemysłu (od 2017)
- Członek Rady Naukowej Centralnego Instytutu Ochrony Pracy – PIB, powołany przez Ministra Rodziny, Pracy i Polityki Społecznej (od 2017)
- Członek Rady Naukowej Instytutu Energetyki (od 2017)
- Członek Rady Fundacji Centrum Innowacji „FIRE”[5]
- Członek Rady Społecznej Politechniki Śląskiej
- Członek Rady Patronackiej Uniwersytetu Technologiczno-Humanistycznego w Radomiu
- Członek Rady Społecznej Wydziału Metali Nieżelaznych Akademii Górniczo-Hutniczej w Krakowie
- Członek Rady Patronackiej Wydziału Samochodów i Maszyn Roboczych Politechniki Warszawskiej
- Członek grupy ekspertów Związku Pracodawców Warszawy i Mazowsza

## Działalność
Główne kierunki działalności i zainteresowań naukowych:
- inżynieria systemów, w szczególności modelowanie systemów i procesów eksploatacji maszyn, zarządzanie wiedzą, systemy transformacji wiedzy i transferu rozwiązań innowacyjnych, foresight technologiczny
- hybrydowe technologie inżynierii powierzchni, w szczególności projektowanie rozwiązań materiałowych i technologicznych umożliwiających wytwarzanie powłok funkcjonalnych
- automatyzacja systemów produkcji, w szczególności systemy mechatroniczne i optomechatroniczne kontroli jakości w procesach przemysłowych
- urządzenia i technologie specjalne, w szczególności aparatura badawcza i testowa, a także innowacyjne rozwiązania metodyczne i konstrukcyjne do badania właściwości produktów specjalnych

Przewodniczący, członek rad programowych oraz organizator kilkudziesięciu naukowych i naukowo-biznesowych konferencji krajowych i międzynarodowych, w tym tak znaczących jak: Euromaintenace, Kongresy Eksploatacji Urządzeń Technicznych, Kongresy Diagnostyki Technicznej, Kongresy Niezawodności i Bezpieczeństwa, cykliczne konferencje Inżynieria Przyszłości, Konferencja Międzynarodowa „Mechatronics: Ideas for Industrial Applications”, Konferencja Naukowa Wibroakustyki i Wibrotechniki „WibroTech”, Konferencja Międzynarodowa „Environmentally Assisted Wear Processes”.
Członek rad programowych znaczących, naukowych czasopism polskich i zagranicznych m.in.: „Zagadnień Eksploatacji Maszyn”, „Problemów Maszyn Roboczych”, „Physical surface engineering”, „Trienie i iznos”, członek Komitetu Naukowego Czasopisma JISTM (Journal of Information Systems and Technology Management), członek Editorial Advisory Board wydawnictwa Wydziału Zarządzania PW „Foundations of Management”, członek Komitetu Naukowego Kwartalnika „Prace Instytutu Odlewnictwa”.
Kreowanie, udział merytoryczny i koordynacja realizacji ponad 40 krajowych projektów badawczych i inwestycyjnych, w tym tak znaczących jak:
- Projekt „Utworzenie Ośrodka Inteligentnych Specjalizacji w Zakresie Innowacyjnych Technologii Przemysłowych oraz Bezpieczeństwa Technicznego i Środowiskowego” – główny pomysłodawca
- Projekt „Centrum Prototypowania ITeE-PIB” – główny pomysłodawca[6]
- Program Strategiczny „Innowacyjne systemy wspomagania technicznego zrównoważonego rozwoju gospodarki”, 2009–2015 – kierownik programu, główny pomysłodawca, koordynator i realizator[7]
- Program Inwestycyjny „Zintegrowane Laboratoria Zrównoważonych Technologii Eksploatacji”, POIG, 2010–2013 – kierownik Programu[8]
- Rządowy Program Wieloletni „Doskonalenie systemów rozwoju innowacyjności w produkcji i eksploatacji w latach 2004–2008” – kierownik programu, główny pomysłodawca i realizator

Zarządzanie i udział w ponad 20 projektach międzynarodowych realizowanych we współpracy z partnerami naukowymi, przemysłowymi, stowarzyszeniami, firmami konsultingowymi i szkoleniowymi, m.in. w Programach Ramowych UE.

### Projekty
- „Opracowanie modelu oceny ekoefektywności technologii zrównoważonego rozwoju”, 2008–2011
- „Zaawansowane technologie przemysłowe i ekologiczne dla zrównoważonego rozwoju kraju”, 2008–2011 – kierownik
- „Matryce kuźnicze nowej generacji o zwiększonej trwałości eksploatacyjnej”, 2008–2011 – kierownik
- „Mapowanie kompetencji jako nowe narzędzie zarządzania wiedzą w przedsiębiorstwie”, 2009–2010, (MAPCOM, Leonardo da Vinci) – kierownik
- „Zastosowanie zaawansowanych warstw hybrydowych typu PN+PVD dedykowanych do zwiększania trwałości narzędzi w procesach kucia”, 2013–2016
- „Zintegrowany system inspekcji torów suwnicowych oraz naprawy szyn i kół suwnic”, 2014–2017, (EUREKA) – kierownik
- „Warstwy i powłoki z udziałem renu, jego związków lub stopów ich właściwości i zastosowanie oraz metody nanoszenia”, 2014–2018
- „Wykonanie badań przemysłowych i prac rozwojowych obejmujących opracowanie koncepcji, projektów technicznych, wykonanie prototypów modułów zintegrowanego wielozadaniowego systemu podwyższania efektywności produkcji i jakości wyrobów szklanych w przemyśle szklarskim”, projekt realizowany z Trend Glass Sp. z o.o., 2017–2020 – kierownik

- „Novel drilling system for cost effective extraction of the 30 million tons of ornamental stone blocks in Europe with lower environmental impact”, 2006–2008, (STREAM, FP5)
- „Characterisation of wear mechanisms and surface functionalities with regard to life time prediction and quality criteria – from micro to the nano range”, 2006–2010, (WEMESURF, FP6)
- „Citizen and Multi-Actor Consultation on Horizon 2020”, 2015–2018, (CIMULACT, Horyzont 2020)
- „The new tsunami of socio-technical change: Foresight of agro/bio/chemo/eco/cogno/... convergence”, 2016–2017, (POLONEZ, współfinansowany z programu Horyzont 2020)[9]

## Osiągnięcia naukowe
Autor ponad 320 publikacji krajowych i około 60 zagranicznych, w tym 12 pozycji książkowych, autorstwo 33 rozdziałów w monografiach naukowych oraz redakcja naukowa 11 monografii, głównie z obszaru budowy i eksploatacji maszyn, inżynierii materiałowej, metodologii badań naukowych oraz metod transformacji wiedzy do zastosowań gospodarczych.
Promotor 7 ukończonych przewodów doktorskich, w tym 5 wyróżnionych. Opiekun naukowy 6 prac habilitacyjnych i jednej profesury. Autor 8 recenzji rozpraw doktorskich, 28 recenzji habilitacyjnych oraz 3 opinii o dorobku habilitacyjnym, autor 23 recenzji w postępowaniu o tytuł profesora, w tym w większości jako recenzent i superrecenzent wskazany przez CK. Recenzje wydawnicze habilitacji. Autor ponad 200 recenzji prac naukowych, w tym recenzji monografii, projektów badawczych (ponad 140) i kilkuset artykułów naukowych do czasopism krajowych i zagranicznych.
Artykuły naukowe publikowane w specjalistycznych czasopismach m.in.:
- Archives of Metallurgy and Materials. „1733-3490”.brak numeru strony
- Archives of Civil and Mechanical Engineering. „1644-9665”.brak numeru strony
- Eksploatacja i Niezawodność – Maintenance and Reliability. „1507-2711”.brak numeru strony
- Metalurgija. „0543-5846”.brak numeru strony
- Surface and Coatings Technology. „0257-8972”.brak numeru strony
- Lecture Notes in Mechanical Engineering. „2195-4356”.brak numeru strony

Redaktor naczelny Zeszytów Naukowych „Journal of Machine Construction and Maintenance” wydawanej pod patronatem Komitetu Budowy Maszyn PAN. Redaktor naukowy monograficznej serii wydawniczej „Biblioteka Problemów Eksploatacji” – od 2016 „Biblioteka Problemów Budowy i Eksploatacji Maszyn” wydawanej pod patronatem Komitetu Budowy Maszyn PAN. Twórca i redaktor naukowy monograficznej serii wydawniczej „Biblioteka Polskiej Nauki i Techniki”.
Współautor 10 patentów krajowych oraz patentów europejskich, m.in.:
- „Erosion control device”[10]
- „Device for dispensing friction material, in particular in an erosion control device”[11]

## Nagrody, wyróżnienia, odznaczenia
- Nagroda Zespołowa Prezesa Rady Ministrów za „Automatyczny system optycznej inspekcji do wieloparametrycznej kontroli jakości wyrobów w przemyśle” (2010)[12]
- Nominacja do zespołowej nagrody Prezydenta RP w kategorii „Wynalazek w dziedzinie produktu lub technologii” za zaawansowane technologie podwyższania jakości narzędzi (2001)
- Odznaka Honorowa za Zasługi dla Rozwoju Gospodarki Rzeczypospolitej Polskiej (2015)
- Krzyż Kawalerski Orderu Odrodzenia Polski
- Krzyż Oficerski Orderu Odrodzenia Polski
- Srebrny Krzyż Zasługi RP
- Srebrny medal „Za zasługi dla obronności kraju”
- Odznaka honorowa „Za Zasługi dla Wynalazczości”
- Złota Honorowa Odznaka Stowarzyszenia Inżynierów i Techników Mechaników Polskich
- Krzyż Kawalerski orderu „Merite de L’Invention” za zasługi w ruchu wynalazczym
- Krzyż Komandorski orderu „Merite de L’Invention” za zasługi w ruchu wynalazczym
- Krzyż Oficerski orderu „Merite de L’Invention” za zasługi w ruchu wynalazczym
- Honorowy Medal SPWiR im. Tadeusza Sendzimira[13]
- Srebrny medal im. A.S. Popowa nadany uchwałą Międzynarodowej Akademii Odkryć Naukowych i Wynalazczości w Sankt Petersburgu
- Medal im. Profesora Stefana Ziemby[14]
- Srebrny Medal „LABOR OMNIA VINCIT” przyznany przez Towarzystwo im. Hipolita Cegielskiego w Poznaniu[15]
- Nagroda Specjalna Izby Przemysłowo-Handlowej Ziemi Radomskiej
- Tytuł „Złotego Inżyniera” uzyskany w plebiscycie czytelników Przeglądu Technicznego
- Tytuł „Radomianina Roku” (1998)[16]

## Publikacje
- A. Mazurkiewicz, B. Poteralska (redakcja naukowa): Systemy transferu i komercjalizacji innowacyjnych rozwiązań technologicznych. s. 313.
- A. Mazurkiewicz, T. Giesko (redakcja naukowa): Zaawansowane technologie mechatroniczne wspomagające procesy eksploatacji i wytwarzania obiektów technicznych. s. 172.
- A. Mazurkiewicz, A. Majcher (redakcja naukowa): Aparatura badawcza oraz unikatowe urządzenia techniczne dla zaawansowanych technologii zrównoważonego rozwoju. s. 310.
- A. Mazurkiewicz, M. Grądkowski (redakcja naukowa): Systemy i metody racjonalizacji wykorzystania zasobów w procesach wytwarzania i eksploatacji. s. 296.
- A. Mazurkiewicz, A. Zbrowski (redakcja naukowa): Systemy diagnostyki i bezpiecznej eksploatacji obiektów technicznych. s. 226.
- A. Mazurkiewicz, B. Orłowski (redakcja naukowa): Polski wkład w przyrodoznawstwo i technikę. Radom: Instytut Historii PAN i Instytut Pamięci Narodowej, 2015, s. 2014. ISBN 978-83-86062-28-7.
- A. Mazurkiewicz, J. Smolik: Zaawansowane technologie inżynierii powierzchni wspomagające procesy eksploatacji i wytwarzania. Radom: Instytut Technologii Eksploatacji – Państwowy Instytut Badawczy, 2015, s. 171. ISBN 978-83-7789-370-8.
- E. Koukios, A. Mazurkiewicz, A. Sacio-Szymańska, B. Poteralska (red.): The Emergence of Bio-Economy. Opportunities and Risks. A Forward-Looking Study. Radom: Instytut Technologii Eksploatacji – Państwowy Instytut Badawczy, 2017, s. 285. ISBN 978-83-7789-484-2.